# Шаргало, Вера Мартыновна
Вера Мартыновна Шаргало (30 сентября 1912 — 23 апреля 2005) — Герой Социалистического Труда.

## Биографические сведения
Родилась 30 сентября 1912 года. В шестнадцатилетнем возрасте вступила в колхоз им. Ленина с. Михайловка Шаргородского района Винницкой области, позже избрана звеньевой.
Указом № 2580 от 16.02.1948 Президиум Верховного Совета СССР присвоил В. М. Шаргало звание Героя Социалистического Труда с вручением Золотой Звезды и ордена Ленина. Звено Веры Мартыновны вырастила урожай пшеницы 30,81 ц/га на площади 8 га.
Проработала в колхозе до 1971 года. После выхода на пенсию, также ходила на вспомогательные работы, помогала со сбором урожая кукурузы и других культур.
Умерла 23 апреля 2005 года. Похоронена в с. Михайловка.